# Cathédrale Saint-Jean-l'Évangéliste de Salford
Cette  cathédrale n’est pas la seule cathédrale Saint-Jean-l'Évangéliste.
La cathédrale Saint-Jean-l’Évangéliste de Salford (en anglais : Cathedral Church of St. John the Evangelist), est la cathédrale du diocèse catholique de Salford en Angleterre, dont le siège, tenu depuis 2014 par John Arnold, est à Salford près de Manchester. Elle est consacrée à saint Jean. Elle donne sur Chapel Street, non loin du centre-ville de Manchester.
L'édifice a été construit entre 1844 et 1848, en majeure partie sur des plans de Matthew Ellison Hadfield (1812–1885).
La cathédrale est plus connue sous le nom de « cathédrale de Salford ». Le style architectural est néogothique, elle est classée comme monument de Grade II par l’English Heritage.

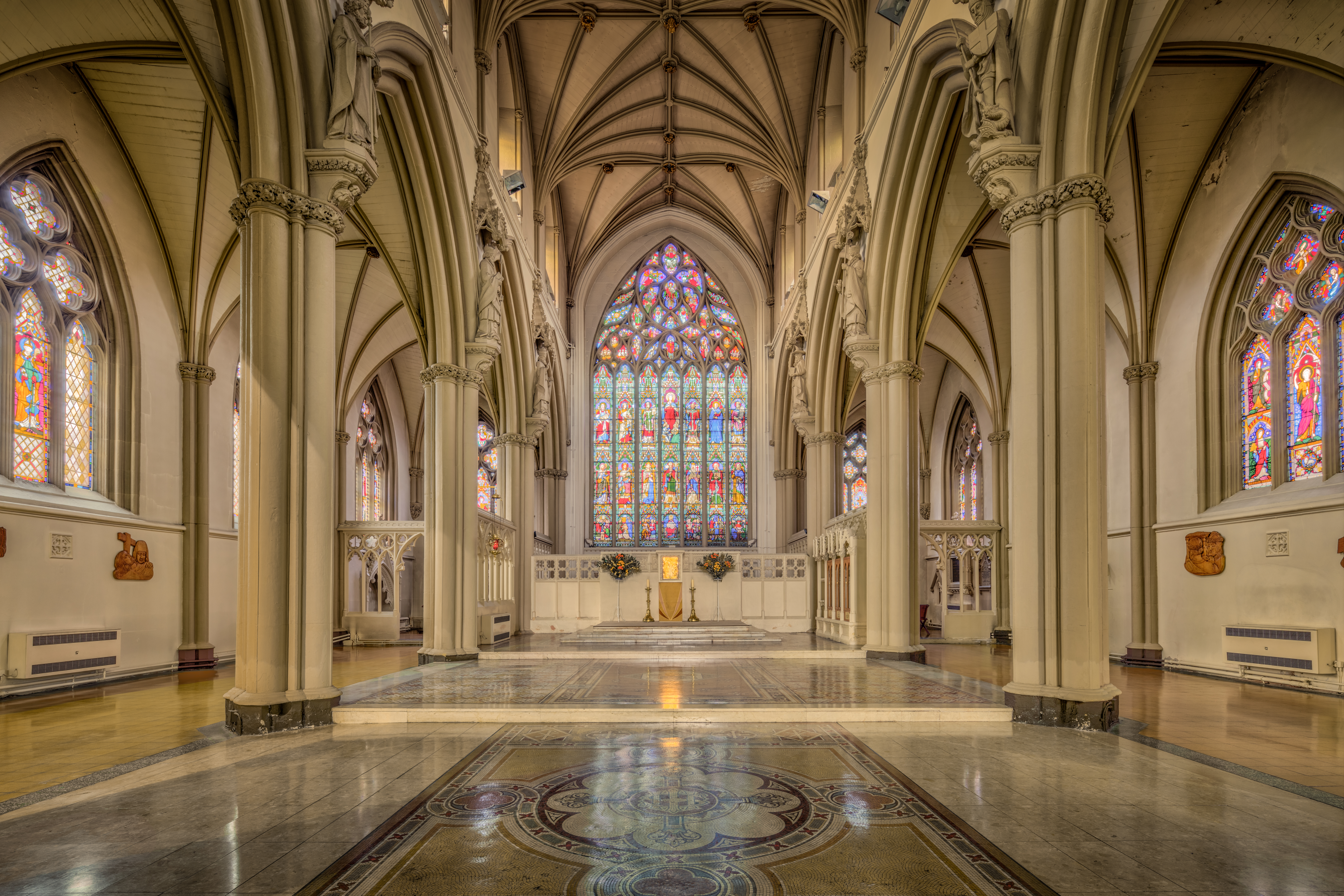
L'intérieur de la cathédrale.
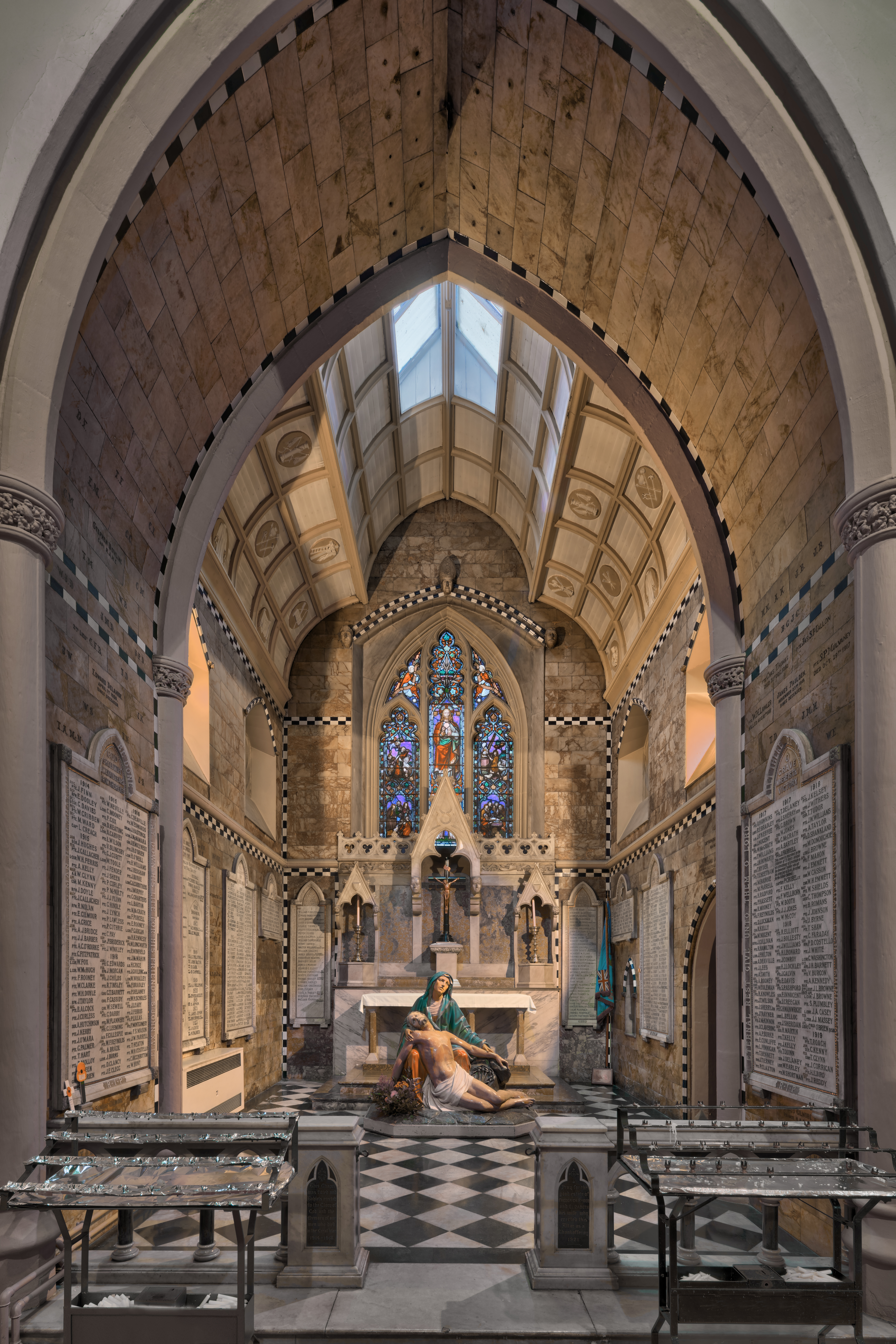
La chapelle du Mémorial de la Guerre, qui contient les noms de plus de 600 hommes du diocèse morts pendant la Première Guerre mondiale.

## Source
- (en) Cet article est partiellement ou en totalité issu de l’article de Wikipédia en anglais intitulé « Salford Cathedral » (voir la liste des auteurs).